# Franklin (Buenos Aires)
Franklin es un paraje rural del partido de San Andrés de Giles, en la provincia de Buenos Aires, Argentina.

## Geografía
Franklin se encuentra ubicado en las coordenadas 34°36′00″S 59°37′00″O / -34.60000, -59.61667.

## Demografía
Cuenta con 87 habitantes (Indec, 2010), lo que representa un incremento del 22% frente a los 71 habitantes (Indec, 2001) del censo anterior.
| Gráfica de evolución demográfica de Franklin entre 1991 y 2010 |
|                                                                |
| Fuente: Censos nacionales del INDEC                            |

## Fundación
El origen histórico está dado por la creación de la estación ferroviaria a la que se dio el nombre del célebre hombre de ciencia estadounidense Benjamín Franklin.
La estación fue creada el 15 de diciembre de 1884 en el Ferrocarril Buenos Aires al Pacífico, entre las estaciones de Mercedes y Chacabuco.